# Трофички ниво
Трофички ниво организма је положај који он заузима у сплету ланаца исхране (мрежи исхране). Ланац исхране је хијерархијска схема организама који једу друге организме, а које заузврат могу трежи организми да поједу. Трофички ниво организма је број корака од почетка ланца до организма. Мрежа исхране започиње од трофичког нивоа 1 са примарним произвођачима као што су биљке, може се наставити у биљоједе на нивоу 2, месождере на нивоу 3 или вишим и обично завршава с вршним (апекс) предаторима на нивоу 4 или 5. Пут дуж ланца може формирати или једносмерни ток или испреплетану „мрежу“ исхране. Еколошке заједнице с већом биолошком разноликошћу карактеришу сложенији трофички путеви. 
Реч трофички потиче од грчке τροφη (тропхе) која се односи на храну или исхрану. 

## Историја
Концепт трофичког нивоа развио је Рејмонд Линдеман 1942. године, засновано на терминологији Аугуста Тиенемана: „произвођачи“, „потрошачи“ и „редуцери“ (модификовани у „разграђиваче“ код Линдемана). 

## Преглед концепта
Три основна начина на које организми добијају храну су произвођачи, потрошачи и разлагачи. 
- Произвођачи (аутотрофи) су типично биљке или алге. Биљке и алге обично не једу друге организме, а храњиве материје узимају из земље или водене средине и производе сопствену храну у процесу фотосинтезе. Из тог разлога се називају примарним произвођачима. На овај начин, енергија сунца обично покреће основу ланца исхране. [4] Изузетак се дешава у дубокоморским хидротермалним екосистемима, где нема сунчеве светлости. Овде примарни произвођачи производе храну кроз процес зван хемосинтеза. [5]
- Потрошачи (хетеротрофи) су врсте које не могу саме да производе храну и морају да конзумирају друге организме. Животиње које једу примарне произвођаче (попут биљака) називају се биљоједи. Животиње које једу друге животиње називају се месоједима, а животиње које једу и биљне и друге животиње називају сваштоједи.
- Разграђивачи (детритивори) разграђују мртве биљне и животињске материје, као и отпад, те их поново као енергију и хранљиве састојке отпуштају у екосистем. Разграђивачи, као што су бактерије и гљиве, хране се отпадом и мртвом материјом, претварајући их у неорганска хемијска једињења.

Трофички нивои могу бити представљени бројевима, почевши од нивоа 1 са примарним произвођачима. Даљи трофички нивои се нумеришу накнадно према томе колико је организама дуж ланца исхране. 
- Ниво 1: Биљке и алге производе своју храну и називају се (примарним) произвођачима.
- Ниво 2: Биљоједи једу биљке и називају се примарним потрошачима.
- Ниво 3: Месоједи који једу биљоједе називају се секундарним потрошачима.
- Ниво 4: Месоједи који једу друге месождере називају се терцијарним потрошачима.
- Вршни (апекс) предатори по дефиницији немају предаторе и налазе се на врху мреже исхране.

- Други трофички ниво
Зечеви једу биљке на првом трофичком нивоу, тако да су примарни потрошачи.
- Трећи трофички ниво
Лисице једу зечеве на другом трофичком нивоу, тако да су секундарни потрошачи.
- Четврти трофички ниво
Златни орлови једу лисице на трећем трофичком нивоу, тако да су терцијарни потрошачи.
- Декомпозитори
Гљиве на овом дрвету се хране мртвом материјом, претварајући је назад у хранљиве материје које примарни произвођачи могу да користе.

У екосистемима у стварном свету постоји више од једног ланца исхране за већину организама, пошто већина организама једе више од једне врсте хране или их једе више од једне врсте предатора. Дијаграм који приказује замршену мрежу ланаца исхране који се укрштају и преклапају за екосистем назива се његова мрежа исхране. Разлагачи се често изостављају из мреже исхране, али ако су укључени, означавају крај ланца исхране. Тако ланци исхране почињу са примарним произвођачима и завршавају се распадањем и разлагачима. Пошто разлагачи рециклирају хранљиве материје, остављајући их тако да их примарни произвођачи могу поново користити, понекад се сматра да заузимају сопствени трофички ниво.
Трофички ниво врсте може да варира ако има избор исхране. Практично све биљке и фитопланктон су чисто фототрофни и налазе се на тачно нивоу 1.0. Многи црви су на око 2,1; инсекти 2.2; медуза 3,0; птице 3.6. Једна студија из 2013. процењује просечни трофички ниво људских бића на 2,21, слично као код свиња или инћуна. Ово је само просек, и очигледно су модерне и древне људске навике у исхрани сложене и веома варирају. На пример, традиционални еским који живи на исхрани која се састоји првенствено од фока би имао трофички ниво од скоро 5.

## Ефикасност преноса биомасе
Генерално, сваки трофички ниво је повезан са оним испод себе тако што апсорбује део енергије коју троши, и на тај начин се може сматрати да почива на следећем нижем трофичком нивоу или га подржава. Ланци исхране се могу дијаграмски представити да би се илустровала количина енергије која се креће са једног нивоа храњења на други у ланцу исхране. Ово се зове енергетска пирамида. Енергија која се преноси између нивоа се такође може сматрати приближном преносу биомасе, тако да се енергетске пирамиде такође могу посматрати као пирамиде биомасе, замишљајући количину биомасе која настаје на вишим нивоима из биомасе која се троши на нижим нивоима. Међутим, када примарни произвођачи брзо расту и брзо се троше, биомаса у сваком тренутку може бити ниска; на пример, биомаса фитопланктона (произвођача) може бити ниска у поређењу са биомасом зоопланктона (потрошача) у истој области океана.
Ефикасност којом се енергија или биомаса преноси са једног трофичког нивоа на други назива се еколошка ефикасност. Потрошачи на сваком нивоу претварају у просеку само око 10% хемијске енергије у својој храни у сопствено органско ткиво (закон десет одсто). Из тог разлога, ланци исхране се ретко протежу на више од 5 или 6 нивоа. На најнижем трофичком нивоу (дно ланца исхране), биљке претварају око 1% сунчеве светлости коју примају у хемијску енергију. Из овога следи да је укупна енергија првобитно присутна у упадној сунчевој светлости која је коначно отеловљена у терцијарном потрошачу око 0,001%.

## Еволуција
Број трофичких нивоа и сложеност односа између њих еволуирају како се живот диверзификује кроз време, изузетак су повремени догађаји масовног изумирања.

## Фракциони трофични нивои
Мреже исхране у великој мери дефинишу екосистеме, а трофички нивои дефинишу положај организама унутар мрежа. Али ови трофички нивои нису увек једноставни цели бројеви, јер се организми често хране на више од једног трофичког нивоа. На пример, неки месождери једу и биљке, а неке биљке су месождери. Велики месождер може јести и мање месождере и биљоједе; мачак једе зечеве, али планински лав једе и рисове и зечеве. Животиње такође могу да једу једна другу; жаба бик једе ракове, а ракови једу младе жабе бикове. Навике храњења малолетне животиње и, као последица тога, њен трофички ниво, могу се променити како одраста.
Научник у области рибарства Даниел Паули поставља вредности трофичких нивоа на један код биљака и детритуса, два код биљоједа и детритоједа (примарни потрошачи), три код секундарних потрошача итд. Дефиниција трофичког нивоа, TL, за било коју врсту потрошача је:
{\displaystyle TL_{i}=1+\sum _{j}(TL_{j}\cdot DC_{ij})\!}
где је {\displaystyle TL_{j}} делимични трофички ниво плена j, а {\displaystyle DC_{ij}} представља фракција j у исхрани од i. То јест, трофички ниво потрошача је један плус пондерисани просек колико различити трофички нивои доприносе његовој храни.
У случају морских екосистема, трофички ниво већине риба и других морских потрошача има вредност између 2,0 и 5,0. Горња вредност, 5,0, је неуобичајена, чак и за велике рибе, иако се јавља код вршних предатора морских сисара, као што су поларни медведи и орке.
Поред опсервационих студија понашања животиња и квантификације садржаја животињског стомака, трофички ниво се може квантификовати кроз анализу стабилних изотопа животињских ткива као што су мишићи, кожа, коса, коштани колаген. То је зато што постоји конзистентно повећање изотопског састава азота на сваком трофичком нивоу узроковано фракционисањем које се јавља при синтези биомолекула; величина овог повећања изотопског састава азота је приближно 3–4‰.

## Средњи трофички ниво
У рибарству, средњи трофички ниво за улов у целом подручју или екосистему израчунава се за годину y као:
{\displaystyle TL_{y}={\frac {\sum _{i}(TL_{i}\cdot Y_{iy})}{\sum _{i}Y_{iy}}}}
где је {\displaystyle Y_{iy}} годишњи улов врсте или групе i у години y, и {\displaystyle \ TL_{i}\ } је трофички ниво за врсте i како је горе дефинисано.
Рибе са вишим трофичким нивоима обично имају већу економску вредност, што може довести до прекомерног излова на вишим трофичким нивоима. Ранији извештаји су открили нагли пад средњег трофичког нивоа улова у рибарству, у процесу познатом као риболов низ мрежу хране. Међутим, новији рад не налази никакву везу између економске вредности и трофичког нивоа; и то значи да трофички нивои улова, истраживања и процене стока нису у ствари опали, што сугерише да лов низ мрежу хране није глобални феномен. Међутим, Паули et al напомињу да су трофични нивои достигли врхунац од 3,4 током 1970. године у северозападном и западно-централном Атлантику, након чега је уследио пад на 2,9 1994. Они извештавају о померању од дуговечних, рибоједних, високотрофичних приднених риба, као нпр. бакалар и вахња, до краткотрајних, планктиворних бескичмењака ниског трофичног нивоа (нпр. шкампи) и малих пелагичних риба (нпр. харинга). Ова промена са риба високог трофичког нивоа на бескичмењаке и рибе ниског трофичког нивоа је одговор на промене у релативном обиљу преферираног улова. Они сматрају да је ово део глобалног колапса рибарства, који проналази одјек у прекомерном ловљеном Средоземном мору.
Људи имају средњи трофички ниво од око 2,21, отприлике исто као свиња или сарделе.

## ФиБ индекс
Пошто је ефикасност преноса биомасе само око 10%, следи да је стопа биолошке производње много већа на нижим трофичким нивоима него на вишим нивоима. Риболов ће, барем у почетку, имати тенденцију повећања како трофични ниво опада. У овом ступњу рибарство ће циљати врсте ниже у мрежи исхране. Године 2000, ово је навело Паулија и друге да направе индекс „Рибарство у равнотежи“, који се обично назива ФиБ индекс. ФиБ индекс је дефинисан, за било коју годину y помоћу
{\displaystyle FiB_{y}=\log {\frac {Y_{y}/(TE)^{TL_{y}}}{Y_{0}/(TE)^{TL_{0}}}}}
где је {\displaystyle Y_{y}} улов у години y, {\displaystyle TL_{y}} је средњи трофички ниво улова у години y, {\displaystyle Y_{0}} је улов, {\displaystyle TL_{0}} средњи трофички ниво улова на почетку серије која се анализира, и {\displaystyle TE} је ефикасност преноса биомасе или енергије између трофичких нивоа.
ФиБ индекс је стабилан (нула) током временских периода када се промене у трофичким нивоима подударају са одговарајућим променама улова у супротном смеру. Индекс се повећава ако се из било ког разлога повећа улов, нпр. већа биомаса рибе или географска експанзија. Таква смањења објашњавају „савијање уназад“ графике трофичког нивоа наспрам улова које су првобитно приметили Паули и други 1998. године.

## Тритрофичне и друге интеракције
Један аспект трофичких нивоа назива се тритрофична интеракција. Еколози често ограничавају своја истраживања на два трофичка нивоа као начин поједностављења анализе; међутим, ово може бити погрешно ако се тритрофне интеракције (као што је биљка–биљождер–предатор) не разумеју лако једноставним додавањем интеракција у пару (биљка–биљојед плус биљождер–предатор, на пример). До значајних интеракција може доћи између првог трофичког нивоа (биљка) и трећег трофичког нивоа (предатор) у одређивању раста популације биљоједа, на пример. Једноставне генетске промене могу да доведу до морфолошких варијанти биљака које се затим разликују по отпорности на биљоједе због ефеката биљне архитектуре на непријатеље биљоједа. Биљке такође могу развити одбрану од биљоједа, као што је хемијска одбрана.